# 金屯镇 (贵溪市)
金屯镇，是中华人民共和国江西省鹰潭市贵溪市下辖的一个乡镇级行政单位。

## 行政区划
金屯镇下辖以下地区：
金屯村、大塘村、高公村、南坂村、焦坑村、周阳村、上马村、枫岭村、石岭村和黄梅村。